# Demoni iz magle
Demoni iz magle je 669. redovna epizoda Zagora objavljena u svesci #200. u izdanju Veselog četvrtka. Na kioscima u Srbiji se pojavila 29. juna 2023. Koštala je 350 din (3 €; 3,2 $). Imala je 94 strane. Ovo je 2. deo duže epizode, koja je zapčela u svesci Sedam Vikinga (#200).

## Originalna epizoda
Originalna sveska pod nazivom I demoni delle nebbie objavljena je premijerno u #668. regularne edicije Zagora u izdanju Bonelija u Italiji 2. aprila 2021. Epizodu su nacrtali Sedioli i Verni, a scenario napisao Jakopo Rauk. Naslovnu stranu je nacrtao Alesandro Pičineli. Cena sveske za evropskom tržištu iznosila je 4,9 €. 

## Kratak sadržaj
Prolog. Učitelj Ragnar luta obalama reke Mejn u potrazi za Sarkadom. Nailazi na mladog Alreka, te obojica na mesto ritualnog ubistva u pećini gde je razapeta nepoznata osoba. Iznenada se pojavljuje Starkad u kapuljači i ubija Ragnara, a Alrek pada sa litice u reku. Alrek se budid u znoju i kaže Gutrumu da je ponovo sanjao Ragnarovu smrt. Po dolasku u trgovačku stanicu, zaposleni im pričaju da je pleme Indijanaca Salto Vendigo na ratnoj stazi, te da pljačkaju okolinu obučeni u vučje kože. Gutruma ti Indijanci podsećaju Ulfhednare, posebnom vrstom Vikinga-ratnika, koje obuzima vrsta ludila kada krene u boj. Kada stignu u Utvrđenje Mekdonald nalaze razrušenu utvrđenje i pokolj. Tu nalaze nekoliko ratnika iz plemena Sauka. U tom trenutku, iz zemlje počinju da izlaze ratnici u vučjim kožama koji se ponašaju zombiji. Zagor, Viknzi i Indijanci pokušaju da ih savladaju, ali bezuspešno. Kada mladi Alrek pripremi magični obred sa ljudskom lobanjom, Zombiji se zaustavljaju.

## Prethodna pojavljivanja Vikinga
Ovoc je četvrto pojavljivanje Vikinga u redovnom serijalu. Viknizi predvođeni Gurtrumom su se prvi put pojavili u LMS-115. i LMS-116. pod nazivom Izazov kitolovcima i Okršaj sa Vikinzima, koje su u bivšoj Jugoslaviji izašle 1974. godine. Ove epizode reprizirane su u okviru edicije Odabrane priče #63. pod nazivom Odlazak u nepoznato, koji je izašao 5. januara 2023. godine. Drugi put se pojavljuju u Zlatnoj seriji #550-552, koji su u bivšoj Jugoslaviji izašle 1981. godine. Po treći put Vikinzi se pojavljuju 2008. godine u #11-14 u izdanju Veselog četvrtka.

## Prethodna i naredna epizoda
Prethodna sveska Zagora u okviru redovne edicije nosila je naslov Sedam Vikinga (#200), a naredna Litice zla (#202).